# Polystichum yuanum
Polystichum yuanum är en träjonväxtart som beskrevs av Ren-Chang Ching. Polystichum yuanum ingår i släktet Polystichum och familjen Dryopteridaceae. Inga underarter finns listade.